# Набибеков, Бахрам-бек
Бахрам-бек Гасым-бек оглы Набибеков (азерб. Bəhram bəy Qasım bəy oğlu Nəbibəyov; 6 декабря 1884—1930) — азербайджанский военный деятель, полковник, один из руководителей Шекинского восстания 1930 года.
Бахрам-бек родился 6 декабря 1884 года в городе Шеки в бекской семье рода Набибековых. Его отец подполковник Гасым-бек Набибеков служил переводчиком восточных языков в штабе генерала Куропаткина в Туркестане.
Общее образование Бахрам-бек получил в Кутаисском реальном училище.
В службу вступил юнкером рядового звания в Константиновское артиллерийское училище в Петербурге. По окончании училища по первому разряду в сентябре 1908 года подпоручик Набибеков был направлен в 20-ю артиллерийскую бригаду 1-го Кавказского армейского корпуса. В 1911 году, поручик, младший офицер 6-й батареи. В 1912 году — помощник начальника 2-го Кавказского учебного артиллерийского полигона. С 31 августа 1912 года — штабс-капитан. 
В Первую мировую войну воевал в составе 20-й артиллерийской бригады на Кавказском фронте. В 1915 году попал в плен. Был награждён орденом святого Станислава III степени и святой Анны.

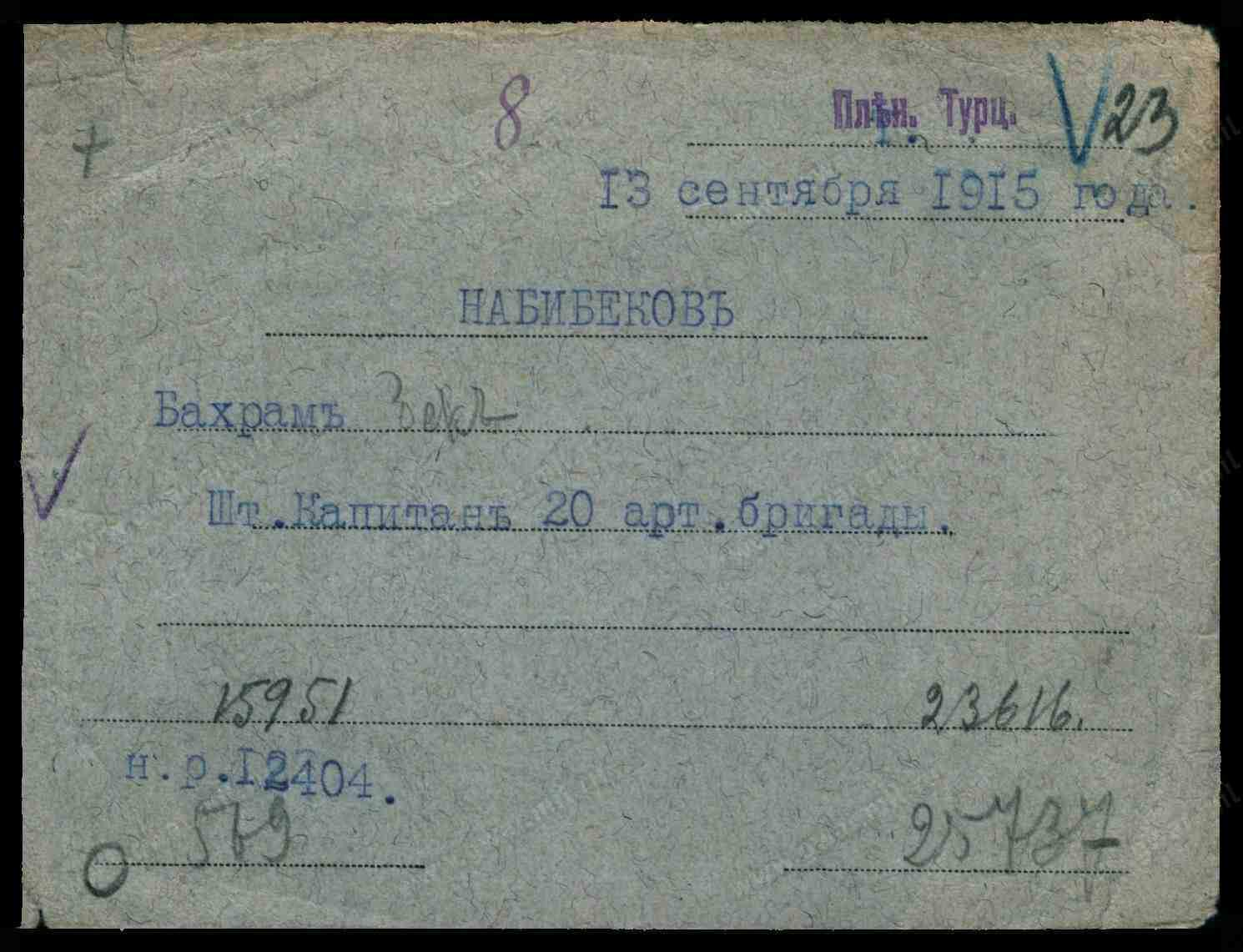
Личная карта Бахрам бек Набибеков. Картотека бюро учёта потерь в Первой мировой войне (офицеров и солдат)

На 5 декабря 1918 года капитан, командир 4-й горной батареи 2-й артиллерийской бригады армии АДР.
24 марта 1920 года приказом по военному ведомству № 167 командующий 1-м лёгким дивизионом 2-й артиллерийской бригады капитан Бахрам-бек Набибеков был произведён в подполковники.
После установления советской власти в Азербайджане служил военным комиссаром Шекинского района.
В апреле 1930 года в селе Баш-Гёйнюк Шекинского района началось восстание против советской власти. Одним из руководителей антибольшевистского восстания был Бахрам-бек Набибеков. Свергнув власть в своём селе, восставшие предприняли наступление на Шеки. Всё население города присоединилось к восставшим. Общая численность восставших была около 10 тысяч человек. Советская власть в городе была свергнута. Бунт охватил 8 областей Азербайджана. На подавление восстания были направлены части Красной Армии. Оно было подавлено спустя 3 дня, после того как, части Красной Армии отбили Шеки. Восставшие вынуждены были отступить, однако в течение ещё долгого периода времени совершали вылазки. В одной из таких стычек с частями Красной Армии, в июле 1930 года рядом с селом Бидейиз, на горе Бухдур, Бахрам-бек был убит.
Семья Бахрам-бека, была подвергнута репрессиям. 2 марта 1931 года были арестованы его братья — Гусейн-бек и Вахид-бек.

## Память
- В честь Бахрам-бека названа одна из центральных улиц его родного города — Шеки[16].
- Бахрам-бек Набибекову посвящена 2-я глава из романа «Адиль хан» (автор Акиф Саламоглу).